# Langenstraße 4 (Stralsund)
Das Haus Langenstraße 4 in Stralsund ist ein denkmalgeschütztes Bauwerk in der Langenstraße.

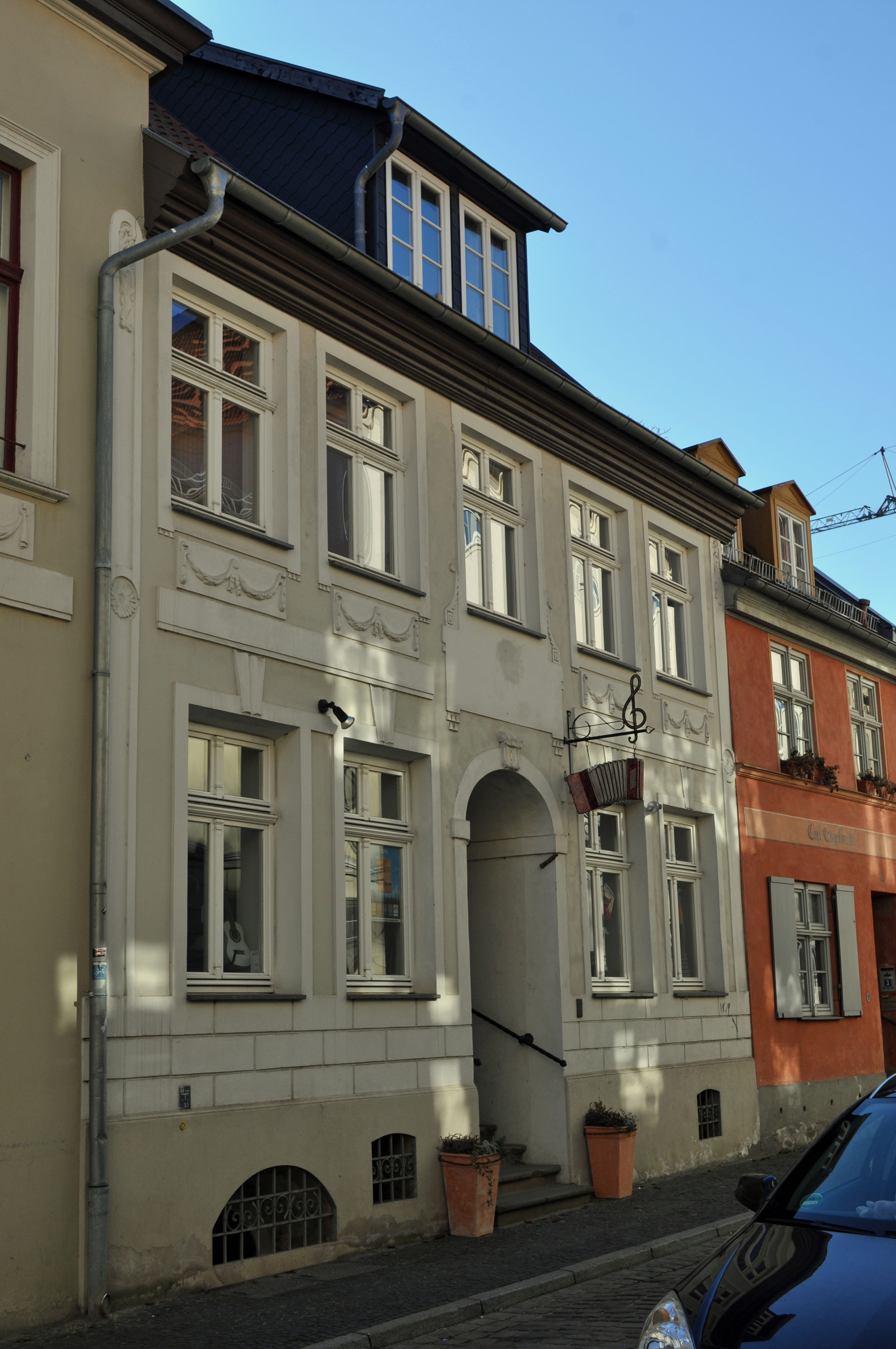
Haus Langenstraße 4 in Stralsund (2012)

Das zweigeschossige Traufenhaus mit fünfachsiger Straßenfront und einem rundbogigen Portal wurde Ende des 18. Jahrhunderts errichtet. Zum Haus gehören zwei zweigeschossige, zweiachsige Anbauten an der Ostseite. Hinter den Vorhäusern schließt sich eine in Fachwerk ausgeführte Hofbebauung an. Zwischen den Geschossen ist ein aufwendiger Stuckdekor ausgeführt.
Das Haus im Kerngebiet des von der UNESCO als Weltkulturerbe anerkannten Stadtgebietes des Kulturgutes „Historische Altstädte Stralsund und Wismar“ ist in die Liste der Baudenkmale in Stralsund eingetragen.